# PyObjC
PyObjC ermöglicht die bidirektionale Kommunikation zwischen den Programmiersprachen Python und Objective-C. Somit kann ein Python-Programmierer auf den Funktionsumfang der Objective-C-Toolkits zugreifen sowie Objective-C-Programmierer auf den von Python.
PyObjC wird oft dazu genutzt, Cocoa-GUI-Anwendungen auf Mac OS X in Python zu programmieren. 
Mittels PyObjC kann aber auch auf weitere APIs wie beispielsweise Foundation, AppKit, Address Book, Bonjour und NetInfo zugegriffen werden.